# 大上 (睦沢町)
大上（おおがみ）は、千葉県長生郡睦沢町の大字。郵便番号299-4423。

## 地理
北は佐貫、北東は長楽寺、森、東は上之郷、南東はいすみ市須賀谷、南はいすみ市荻原、西は妙楽寺に隣接している。

## 歴史
江戸期は大上村であり、上総国夷隅郡のうち。「上総国村高帳」では幕府と旗本小沢氏・押田氏・花房氏の相給、「旧高旧領」では幕府領が久留里藩領となり、ほかは変わらず。村高は、文禄3年「石高覚帳」1,502石、「元禄郷帳」1,058石余、「天保郷帳」1,062石余、「旧高旧領」1,058石余。「上総国村高帳」では家数192。江戸後期の農間余業として莚織りが行われ、米雑穀売買は大多喜城下で行われた。神社は熊野神社・須賀神社。寺院は天台宗普門寺、日蓮宗本長寺、曹洞宗儀林寺・福聚院。明治6年千葉県に所属。同7年普門寺に大上小学校が設置され、同11～21年にかけては福聚院が仮校舎として利用された。同18年の反別321町8反余（上総国町村誌）。明治22年瑞沢村の大字となる。

### 年表
- 1873年（明治6年） - 千葉県に所属。
- 1889年（明治22年）4月1日 - 夷隅郡瑞沢村大上になる。
  - 町村制施行し、大上村、佐貫村、妙楽寺村が合併し夷隅郡瑞沢村が発足。
- 1955年（昭和30年）7月20日 - 長生郡睦沢村大上になる。
  - 瑞沢村は長生郡土睦村、同郡長南町の一部（森、長楽寺）と合併し、長生郡睦沢村が発足。
- 1983年（昭和58年）4月1日 - 長生郡睦沢町大上になる。
  - 睦沢村が町制施行し、睦沢町となる。

## 世帯数と人口
2017年（平成29年）4月1日現在の世帯数と人口は以下の通りである。
| 大字 | 世帯数  | 人口  |
| ---- | ------- | ----- |
| 大上 | 220世帯 | 537人 |

## 施設
- 睦沢町立瑞沢小学校
- 瑞沢郵便局
- 原鑓水公民館
- 杉山公民館
- 大上青年館
- 房谷集会所
- 大上団地集会所
- 部田集会所
- 飯沢農事集会所
- JA長生ライスセンター
- 儀林寺
- 福聚院
- 普門寺
- 本長寺
- 熊野神社

## 交通

### 路線バス
- 小湊鐡道バス[4]
  - 上総一ノ宮駅～大多喜駅[5]
    - （上之郷） - 越里 - 西門 - 大上団地前 - 瑞沢局前 - （妙楽寺）

### 巡回バス
- 睦沢町巡回バス[6][7]。
  - （上之郷） → 2越里 → （佐貫・妙楽寺） → 15瑞沢郵便局 → 16原鑓水集会所 → 17碇上集会場 → 18碇下集会場 → 19西門橋 → 20房谷 → 21飯沢 → 22日ノ子坂→ （上之郷）

### 道路
- 都道府県道
  - 千葉県道150号大多喜一宮線
  - 千葉県道151号夷隅瑞沢線